# Armadillidium olympiacum
Armadillidium olympiacum är en kräftdjursart som beskrevs av Hans Strouhal 1937. Armadillidium olympiacum ingår i släktet Armadillidium och familjen klotgråsuggor. Inga underarter finns listade i Catalogue of Life.